# میستی کوپلند
میستی دنیل کوپلند (انگلیسی: Misty Danielle Copeland؛ زادهٔ ۱۰ سپتامبر ۱۹۸۲) بالرین اهل ایالات متحده آمریکا است. این بالرین آمریکایی آفریقایی‌تبار در ۳۰ ژوئن ۲۰۱۵ میلادی به عنوان رقصنده اصلی تئاتر باله آمریکا؛ یکی از سه شرکت برتر باله کلاسیک در ایالات متحده، برگزیده شد. این نخستین بار در تاریخ ۷۵ ساله این مؤسسه مشهور رقص است که چنین انتخابی روی می‌دهد. میستی کوپلند، ۳۲ ساله، کار خود را از ۱۸ سالگی آغاز کرد. کوپلند پنجمین رقصنده باله آمریکایی آفریقایی‌تبار است که از زمان آرتور میچل در سال ۱۹۶۲ میلادی در مؤسسه باله نیویورک، به عضویت این گروه برگزیده می‌شود.
وی به خاطر حضور مداومش در رسانه‌های گروهی و اجتماعی پایگاه محکمی میان دوستداران خود پیدا کرده‌است. او دو برادر به نام‌های کریستوفر رایان کوپلند و داگلاس کوپلند جونیور؛ و دو خواهر به نام‌های اریکا استفانی کاپلند و لیندزی مونیک براون دارد.
کاپلند زندگینامه خود و یک کتاب برای کودکان نوشته‌است که پرفروش بوده‌اند. کتاب «پرنده آتشین» او از برندگان جوایز برتر کتاب کودکان آمریکا (ALA awards) در سال ۲۰۱۵ میلادی شد و جایزه اسکات کینگ (به انگلیسی: Coretta Scott King Award) انجمن کتابخانه‌های آمریکا را به خود اختصاص داد.
میستی کوپلند همچنین در فهرست «تأثیرگذارترین افراد سال ۲۰۱۵» به انتخاب مجله تایم قرار گرفت.